# Coppa CEMAC 2005
La Coppa CEMAC 2005 (2005 CEMAC Cup) fu la seconda edizione della Coppa CEMAC, competizione calcistica per nazione organizzata dalla UNIFFAC. La competizione si svolse in Gabon dal 3 febbraio al 12 febbraio 2005 e vide la partecipazione di sei squadre: Camerun, Ciad, Gabon, Guinea Equatoriale, Rep. Centrafricana e Rep. del Congo.

## Formula
- Qualificazioni

Nessuna fase di qualificazione. Le squadre sono qualificate direttamente alla fase finale.
- Fase finale

Fase a gruppi - 6 squadre, divise in due gruppi da tre squadre, giocano partite di sola andata. Le prime due classificate si qualificano per la fase a eliminazione diretta.
Fase a eliminazione diretta - 4 squadre, giocano partite di sola andata. La vincente si laurea campione CEMAC.

## Squadre partecipanti
| Pr. | Squadra            | Data di qualificazione certa | Partecipante in quanto | Partecipazioni precedenti al torneo | Ultima presenza     |
| --- | ------------------ | ---------------------------- | ---------------------- | ----------------------------------- | ------------------- |
| 1   | Camerun            | -                            | Qualificata di diritto | 1 (2003)                            | Rep. del Congo 2003 |
| 2   | Ciad               | -                            | Qualificata di diritto | 1 (2003)                            | Rep. del Congo 2003 |
| 3   | Rep. del Congo     | -                            | Qualificata di diritto | 1 (2003)                            | Rep. del Congo 2003 |
| 4   | Gabon              | -                            | Qualificata di diritto | 1 (2003)                            | Rep. del Congo 2003 |
| 5   | Guinea Equatoriale | -                            | Qualificata di diritto | 1 (2003)                            | Rep. del Congo 2003 |
| 6   | Rep. Centrafricana | -                            | Qualificata di diritto | 1 (2003)                            | Rep. del Congo 2003 |

Nella sezione "partecipazioni precedenti al torneo", le date in grassetto indicano che la nazione ha vinto quella edizione del torneo, mentre le date in corsivo indicano la nazione ospitante.

## Fase finale

### Fase a gruppi

#### Gruppo A

##### Classifica
| Pos | Squadra            | P.ti | G | V | N | P | GF | GS | DR |
| --- | ------------------ | ---- | - | - | - | - | -- | -- | -- |
| 1   | Gabon              | 6    | 2 | 2 | 0 | 0 | 5  | 0  | +5 |
| 2   | Rep. del Congo     | 3    | 2 | 1 | 0 | 1 | 1  | 1  | 0  |
| 3   | Rep. Centrafricana | 0    | 2 | 0 | 0 | 2 | 0  | 5  | -5 |

##### Risultati
| Libreville 3 febbraio 2005 | Gabon | 4 – 0 | Rep. Centrafricana |  |

| Libreville 6 febbraio 2005 | Rep. Centrafricana | 0 – 1 | Rep. del Congo |  |

| Libreville 8 febbraio 2005 | Gabon | 1 – 0 | Rep. del Congo |  |

#### Gruppo B

##### Classifica
| Pos | Squadra            | P.ti | G | V | N | P | GF | GS | DR |
| --- | ------------------ | ---- | - | - | - | - | -- | -- | -- |
| 1   | Camerun            | 4    | 2 | 1 | 1 | 0 | 4  | 1  | +3 |
| 2   | Ciad               | 2    | 2 | 0 | 2 | 0 | 1  | 1  | 0  |
| 3   | Guinea Equatoriale | 1    | 2 | 0 | 1 | 1 | 0  | 3  | -3 |

##### Risultati
| Libreville 3 febbraio 2005 | Camerun | 1 – 1 | Ciad |  |

| Libreville 5 febbraio 2005 | Camerun | 3 – 0 | Guinea Equatoriale |  |

| Libreville 8 febbraio 2005 | Guinea Equatoriale | 0 – 0 | Ciad |  |

### Fase a eliminazione diretta

#### Tabellone
|  | Semifinali     | Semifinali     | Semifinali |         |      | Finale          | Finale          | Finale          |  |
|  |                |                |            |         |      |                 |                 |                 |  |
|  | Gabon          | Gabon          | 2          |         |      |                 |                 |                 |  |
|  | Gabon          | Gabon          | 2          |         |      |                 |                 |                 |  |
|  | Ciad           | Ciad           | 3          |         |      |                 |                 |                 |  |
|  | Ciad           | Ciad           | 3          |         | Ciad | Ciad            | 0               |                 |  |
|  |                |                |            |         | Ciad | Ciad            | 0               |                 |  |
|  |                |                | Camerun    | Camerun | 1    |                 |                 |                 |  |
|  | Camerun        | Camerun        | Camerun    | Camerun | 1    | 0 (4)           |                 |                 |  |
|  | Camerun        | Camerun        |            |         |      | 0 (4)           |                 |                 |  |
|  | Rep. del Congo | Rep. del Congo | 0 (3)      |         |      | Finale 3º posto | Finale 3º posto | Finale 3º posto |  |
|  | Rep. del Congo | Rep. del Congo | 0 (3)      |         |      |                 |                 |                 |  |
|  |                |                |            |         |      |                 |                 |                 |  |
|  |                |                |            |         |      | Gabon           | Gabon           | 2               |  |
|  |                |                |            |         |      | Gabon           | Gabon           | 2               |  |
|  |                |                |            |         |      | Rep. del Congo  | Rep. del Congo  | 1               |  |

#### Semifinali
| Libreville 10 febbraio 2005 | Gabon | 2 – 3 | Ciad |  |

| Libreville 10 febbraio 2005                  | Camerun              | 0 – 0 | Rep. del Congo |  |
| \| \| \| \| \| \| Tiri di rigore 4 – 3 \| \| |                      |       |                |  |
|                                              |                      |       |                |  |
|                                              | Tiri di rigore 4 – 3 |       |                |  |

#### Finale 3º posto
| Libreville 12 febbraio 2005 | Gabon | 2 – 1 | Rep. del Congo |  |

#### Finale
| Libreville 12 febbraio 2005 | Ciad | 0 – 1 | Camerun |  |